# آوگوست فن واسرمان
آوگوست فن واسرمان  (آلمانی: August von Wassermann؛ ۲۱ فوریهٔ ۱۸۶۶ – ۱۶ مارس ۱۹۲۵) یک زیست شناس اهل آلمان بود.